# Sacalasău, Bihor
Sacalasău (în maghiară: Sástelek) este un sat în comuna Derna din județul Bihor, Crișana, România.

## Istoric
Satul Sacalasău este atestat documentar în anul 1406 ca posesiunea românilor. Este amintit sub mai multe denumiri: Sastelek în 1692;
Sastelek de Mezosi în 1828; Szakalaszo de către Fenyes (Fenyes, Elek, Magyarorszag, Geographiai szotar, 1851) care arată că satul este românesc, așezat la poalele munților Rez (Munții Plopișului de astăzi) pe drumul poștei spre Marghita. Satul aparține de domeniul lui Bartos Gabor.

## Lăcașuri de cult
- Biserica de lemn „Sfântul Nicolae”[3]